# هاندان
هاندان (به چینی: 邯鄲 به انگلیسی: Handan) یکی از شهرهای کشور جمهوری خلق چین است. جمعیت آن در سال ۲۰۰۸ میلادی برابر ۱،۳۶۸٬۷۲۴ نفر تخمین زده شده است . جمعیت آن با حومه حدود هشت میلیون و پانصد هزار نفر است .
هاندان جنوبی‌ترین شهر استان هه‌بیدر شرق چین است.

## نگارخانه

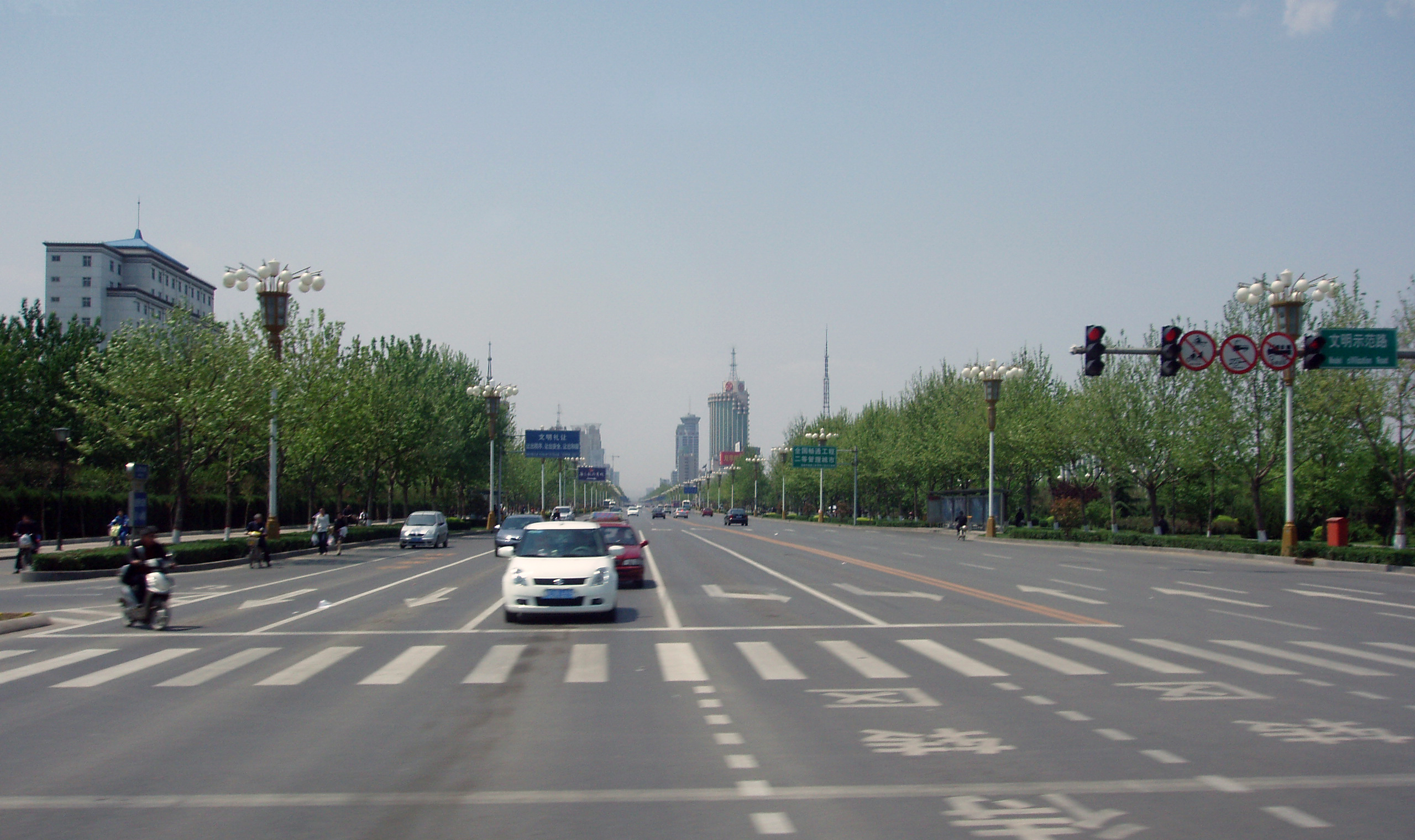
خیابانی در هاندان